# 제공전투기

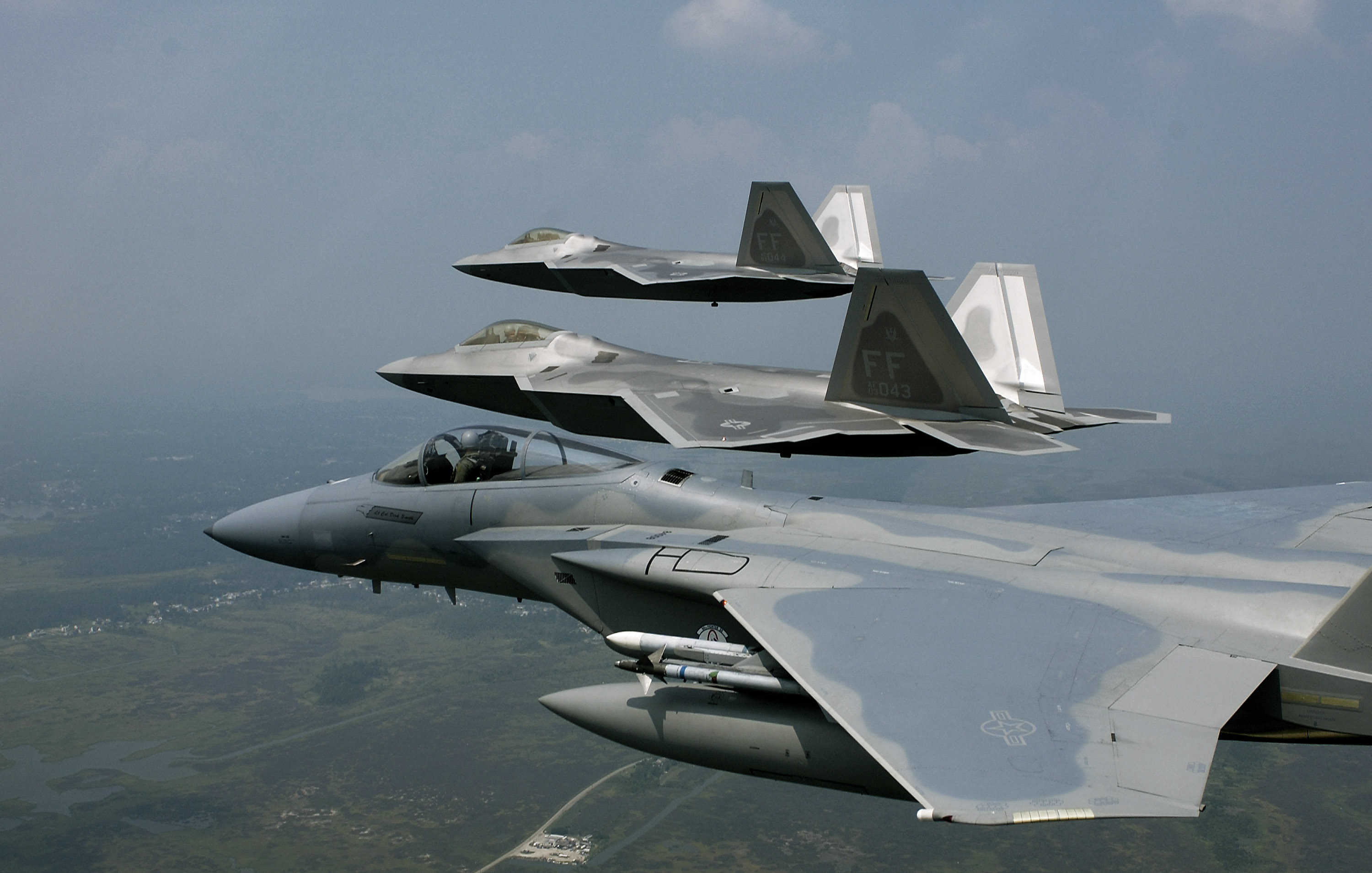
F-15C와 F-22는 미국 공군의 주력 제공권 장악용 중전투기이다.

제공 전투기(提供戰鬪機)(공중우세 전투기)는 적의 공군에 대해 전술적 우위(제공권)를 확립함으로써 적의 영공을 장악하도록 설계된 전투기이다. 제공 전투기는 주로 민첩하고 무장이 가벼운 항공기(대부분 적 전투기)에 대해 공중전을 수행하고 제공권을 놓고 벌이는 모든 도전을 제거하는 임무를 맡지만, 일부(예: 공격 전투기)는 공대지 공격의 보조 역할을 가질 수도 있다.

## 용어의 진화

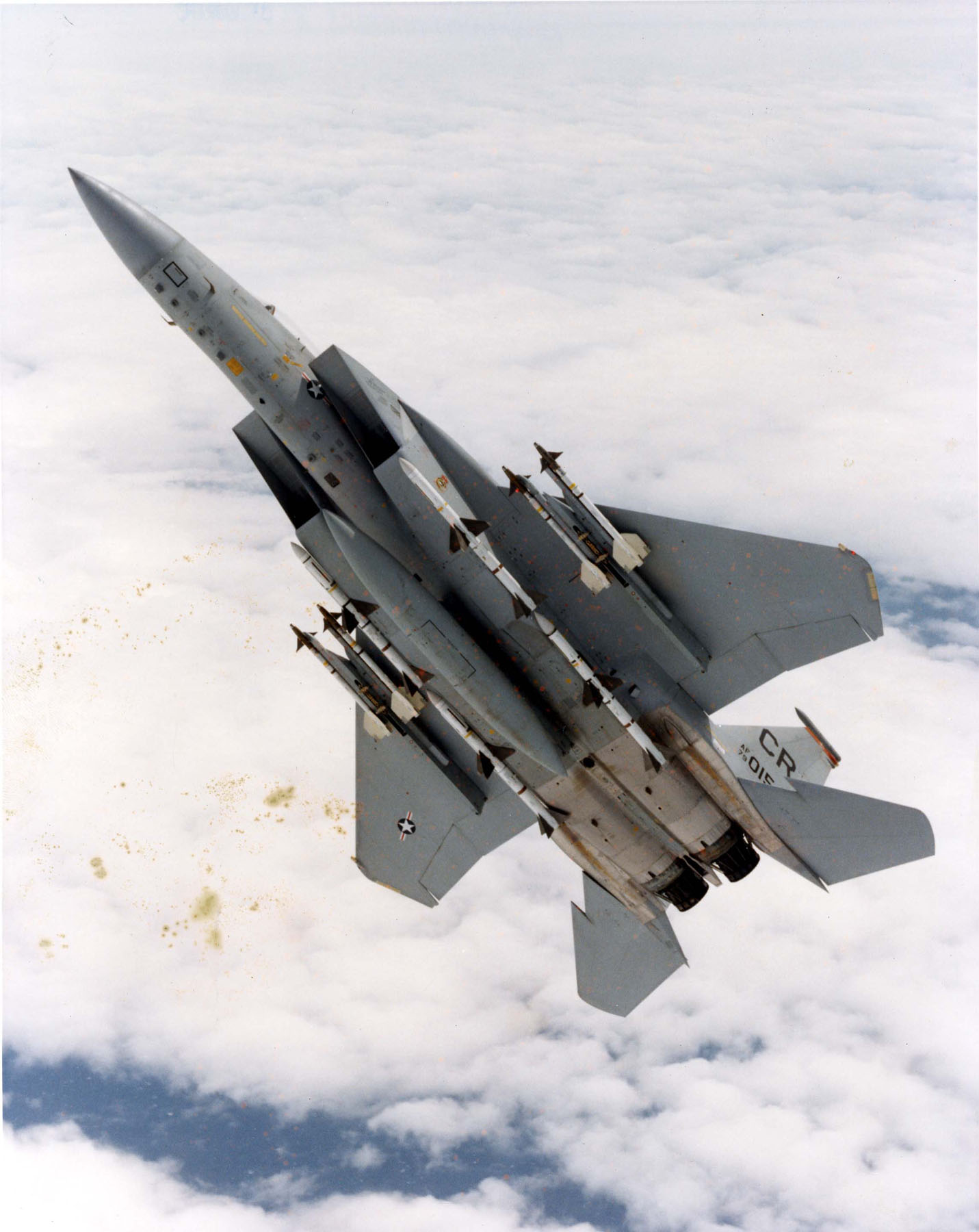
여러 공대공 미사일로 무장한 F-15C.

제2차 세계 대전과 6.25 전쟁을 거치면서 전투기는 중전투기, 요격기, 호위 전투기, 야간 전투기 등으로 역할에 따라 분류되었다. 1950년대에 열추적 및 레이더 유도 미사일이 개발되면서 적의 총 사거리 내에서 싸우지 않도록 최적화된 전투기들 사이에 설계가 분기되었다. 이러한 미사일 기술이 발전함에 따라 전투기 교리도 발전했다. 미국에서는 사거리가 더 긴 레이더 유도 미사일이 큰 영향을 미치면서 오리지널 F-4 팬텀 II와 같이 전방 발사 총이 없는 전투기가 개발되었는데, 이는 도그파이트에 의존할 필요가 없을 것이라고 생각했기 때문이었다. 1954년, 최초의 장거리 레이더 미사일(AIM-7 스패로)이 성공적으로 시험되어 가시거리 밖 교전(요격기) 시대가 열렸다. 이 항공기들은 높은 기동성을 희생하는 대신 다른 성능 특성에 중점을 두었으며, 적 전투기와 도그파이트에 참여할 필요가 없을 것으로 예상되었다.

### 최초의 제공 전투기
현대 군용 항공 능력과 관련된 전투 경험을 통해 얻은 교훈을 바탕으로, 미 해군의 VFAX/VFX와 미 공군의 F-X(Fighter Experimental)는 전술 방향을 재평가하여 미 해군의 F-14 톰캣과 미 공군의 F-15 이글을 탄생시켰다. 이 두 가지 설계는 제공권을 달성하기 위해 제작되었으며, 두 항공기의 개발 과정에서 전투기의 짧은 사거리 전투에서 우수성을 발휘할 수 있도록 상당한 고려가 이루어졌다. 두 항공기 모두 높은 최고 속도와 첨단 레이더 덕분에 요격기로도 사용된다.

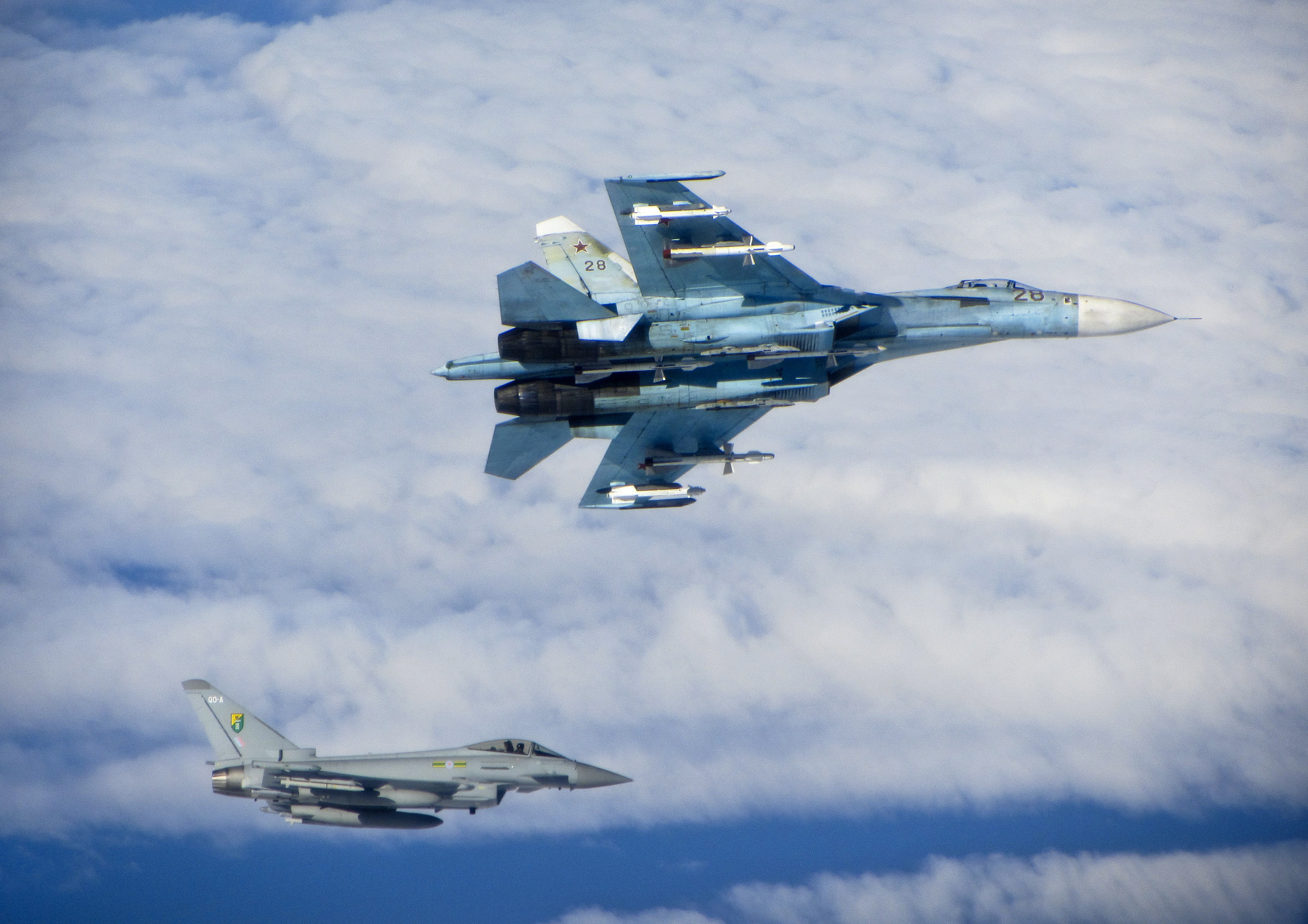
무장한 러시아 공군 수호이 Su-27이 영국 왕립 공군 유로파이터 타이푼과 마주쳤다.

대조적으로, 소련(및 후계 러시아 연방)은 요격기 MiG-31과 단거리 제공 전투기 MiG-29와 같이 별개의 항공기 유형을 개발하고 계속 운용하고 있지만, 장거리 Su-27은 제공 전투기와 요격기의 역할을 결합할 수 있다.

### 2차 지상 공격 능력의 진화
미 해군의 경우, F-14 톰캣은 처음에는 순수하게 제공 전투기, 그리고 함대 방어 요격기 및 전술 공중 정찰기로만 배치되었다. 대조적으로, 다목적 F/A-18 호넷은 공격 전투기로 설계되었지만, 필요한 경우 적 전투기에 대해 자신을 방어할 수 있을 만큼의 우위만을 가졌다. F-14는 미개발된 2차 지상 공격 능력(공대지 옵션과 AWG-9의 기본적인 소프트웨어를 포함하는 스토어스 관리 시스템(SMS))을 가지고 있었지만, 해군은 당시 육상 작전을 위한 적절한 방어 전자 대항책(DECM)과 레이더 호밍 및 경고(RHAW)의 부족, 그리고 전투기의 높은 비용 때문에 지상 공격 역할에 투입하는 것을 위험하다고 보았다. 1990년대에 미 해군은 F-14에 LANTIRN 포드를 추가하여 정밀 지상 공격 임무에 배치했다.

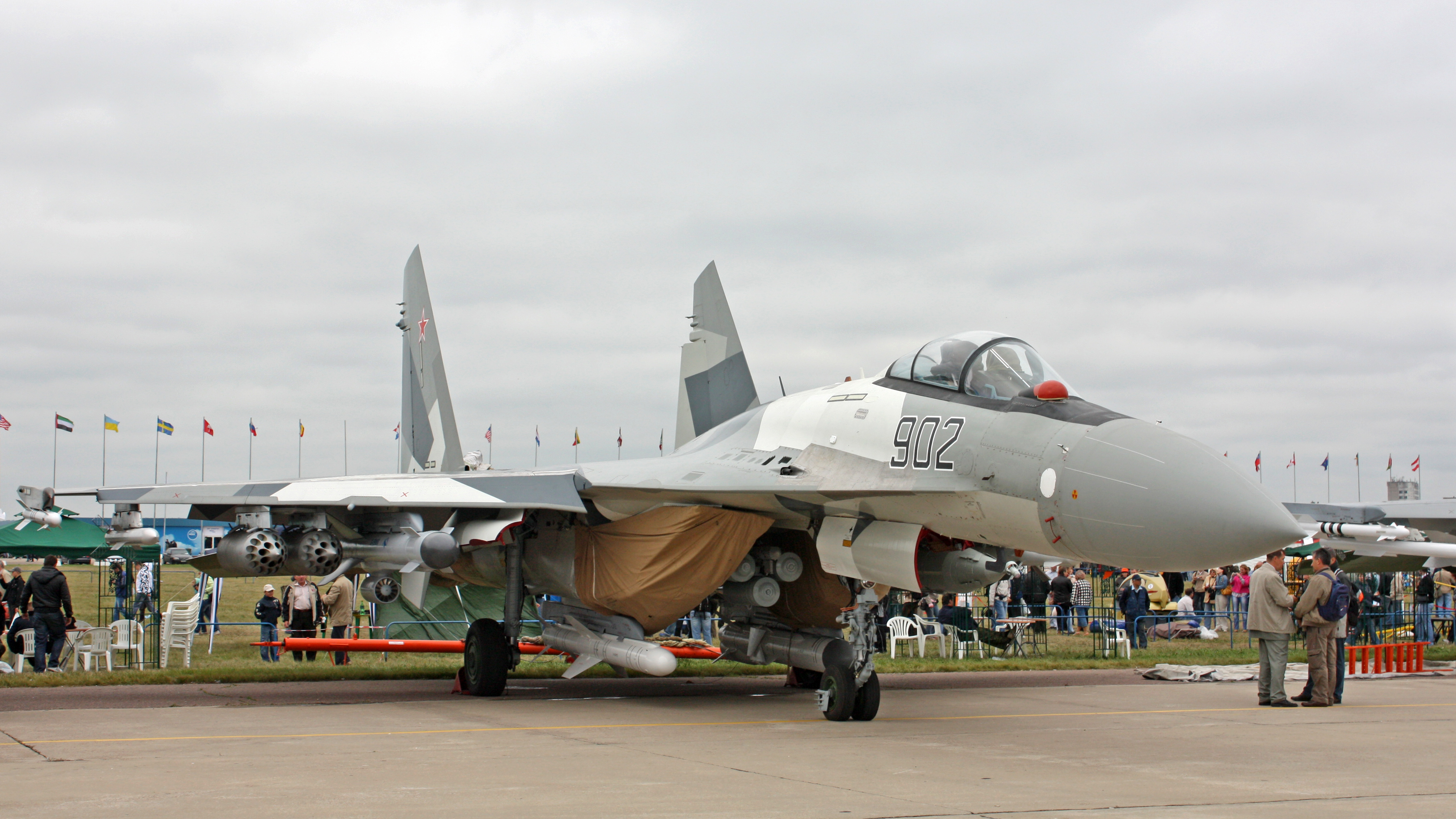
다양한 원거리 공격 미사일과 표준 공대공 미사일이 전시된 수호이 Su-35 전투기.

F-15 이글은 원래 "공대지 기능은 1파운드도 없다"는 구호 아래 제공 전투기 및 요격기로 구상되었다. 그러나 F-15C는 "더미" 폭탄과 GPS 유도 폭탄을 운반할 수 있으며, 이러한 능력은 이스라엘 공군에 의해 처음 사용되었다. 사실, 기본 기체는 매우 유능한 공격 전투기인 F-15E 스트라이크 이글을 생산할 만큼 충분히 다재다능하다는 것이 입증되었다. 지상 공격용으로 설계되었지만, 원래 F-15의 공대공 치명적인 능력을 유지한다. 마찬가지로 F-16 파이팅 팰컨도 원래 전투기로 설계되었지만, 그 이후 성공적인 전천후 다목적 항공기로 발전했다.
F-14 톰캣이 퇴역하면서 미 해군은 F/A-18 호넷과 그 대형 파생형인 F/A-18E/F 슈퍼 호넷을 함대 방어 전투기로 투입했는데, 호넷은 원래 다목적 공격 전투기로 설계되었었다. 항공기 개발 비용이 높기 때문에, 미 공군의 차세대 제공 플랫폼은 처음부터 공격 능력을 갖춘 다목적 전투기가 될 것이다.

## 현역 제공 전투기 목록

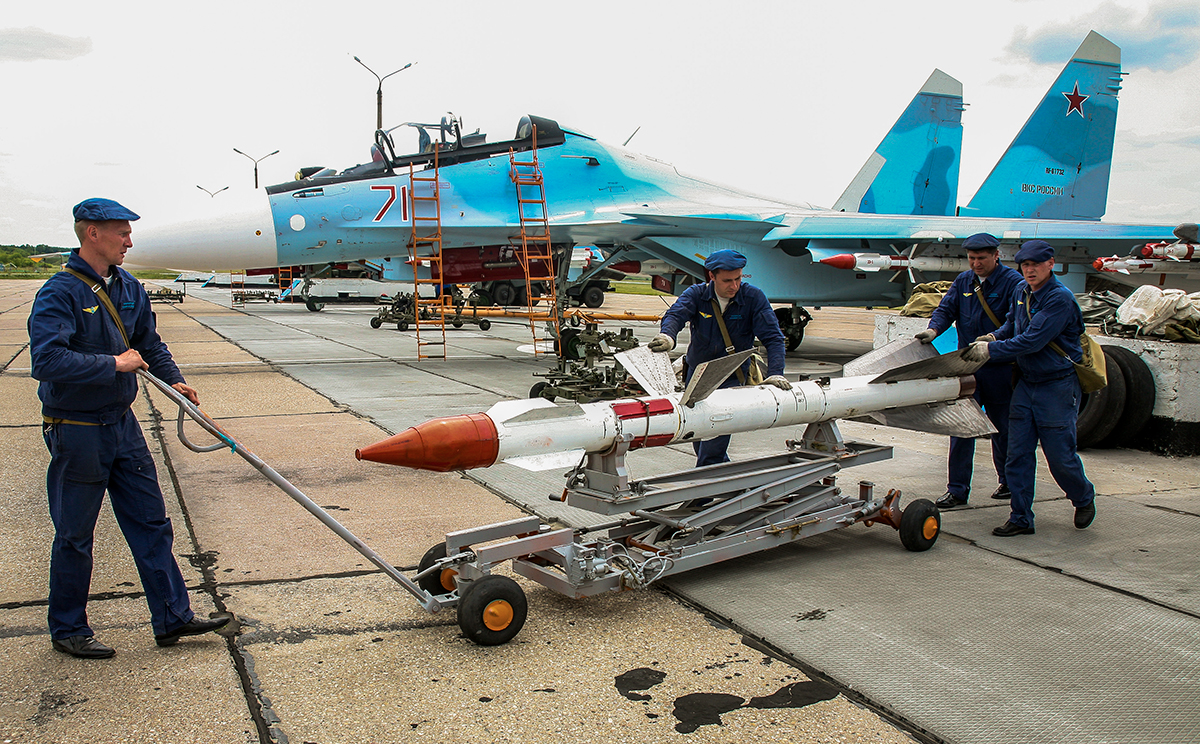
R-27 중거리 미사일이 장착되는 러시아 Su-30SM.

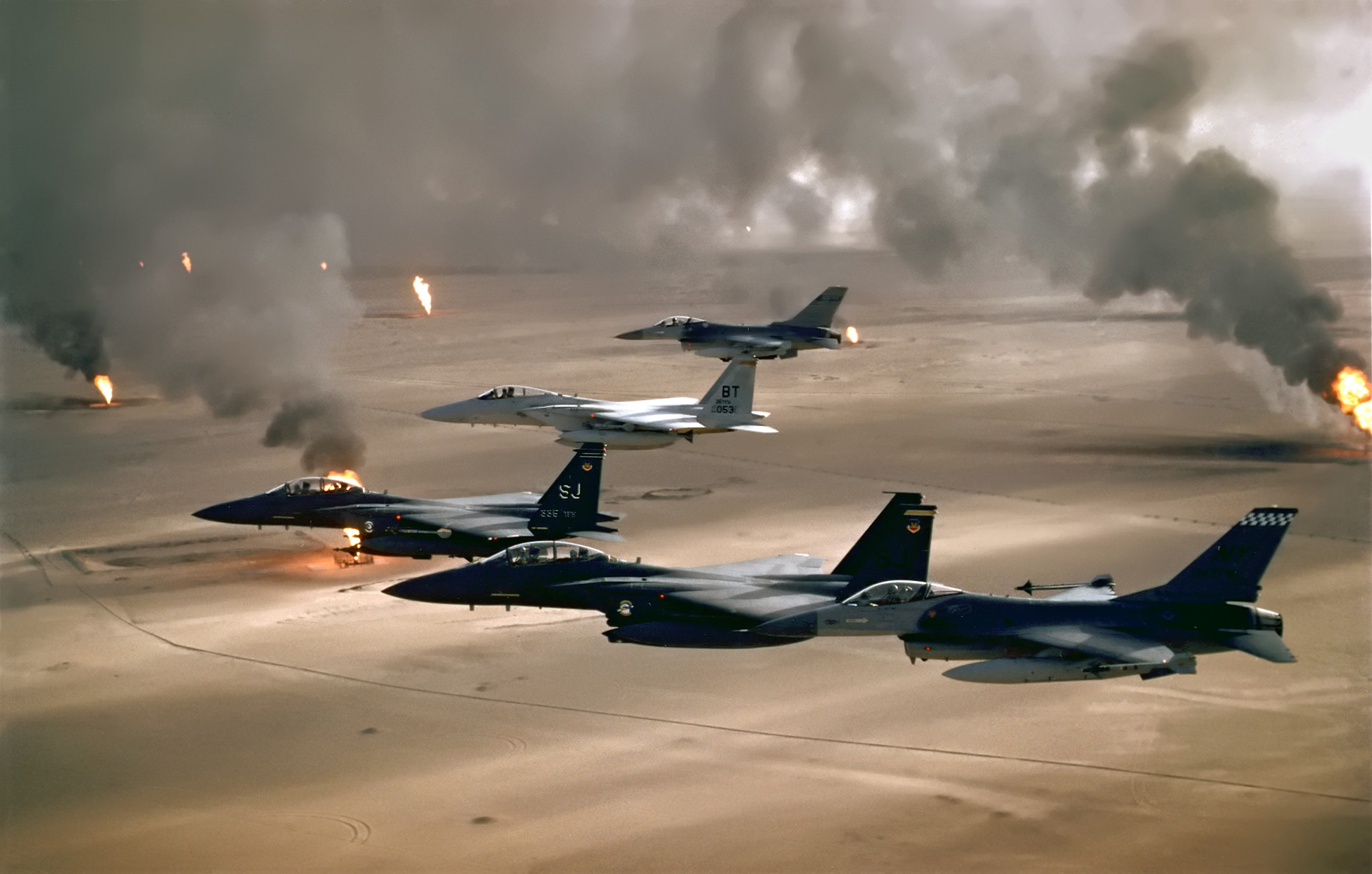
미국 공군의 F-15와 F-16이 사막의 폭풍 작전 당시 비행하고 있다.

| 국가                      | 제조사            | 항공기   | 도입 시기 |
| ------------------------- | ----------------- | -------- | --------- |
| 미국                      | 맥도널 더글러스   | F-15     | 1976      |
| 미국                      | 제너럴 다이내믹스 | F-16     | 1978      |
| 미국                      | 록히드 마틴       | F-22     | 2005      |
| 일본                      | 미쓰비시 중공업   | F-15J    | 1981      |
| 러시아                    | 미그              | MiG-29   | 1983      |
| 러시아                    | 수호이            | Su-27    | 1985      |
| 러시아                    | 수호이            | Su-30    | 2011      |
| 러시아                    | 수호이            | Su-33    | 1998      |
| 러시아                    | 수호이            | Su-35    | 2014      |
| 러시아                    | 수호이            | Su-57    | 2020      |
| 중국                      | 선양 항공공업     | J-11     | 1998      |
| 중국                      | 선양 항공공업     | J-15     | 2013      |
| 중국                      | 청두 항공공업     | J-20     | 2017      |
| 인도                      | 힌두스탄 항공     | Su-30MKI | 2002      |
| 독일/이탈리아/스페인/영국 | 유로파이터 GmbH   | 타이푼   | 2003      |

## 같이 보기
- 요격기
- 전투기